# Aulis Aarnio

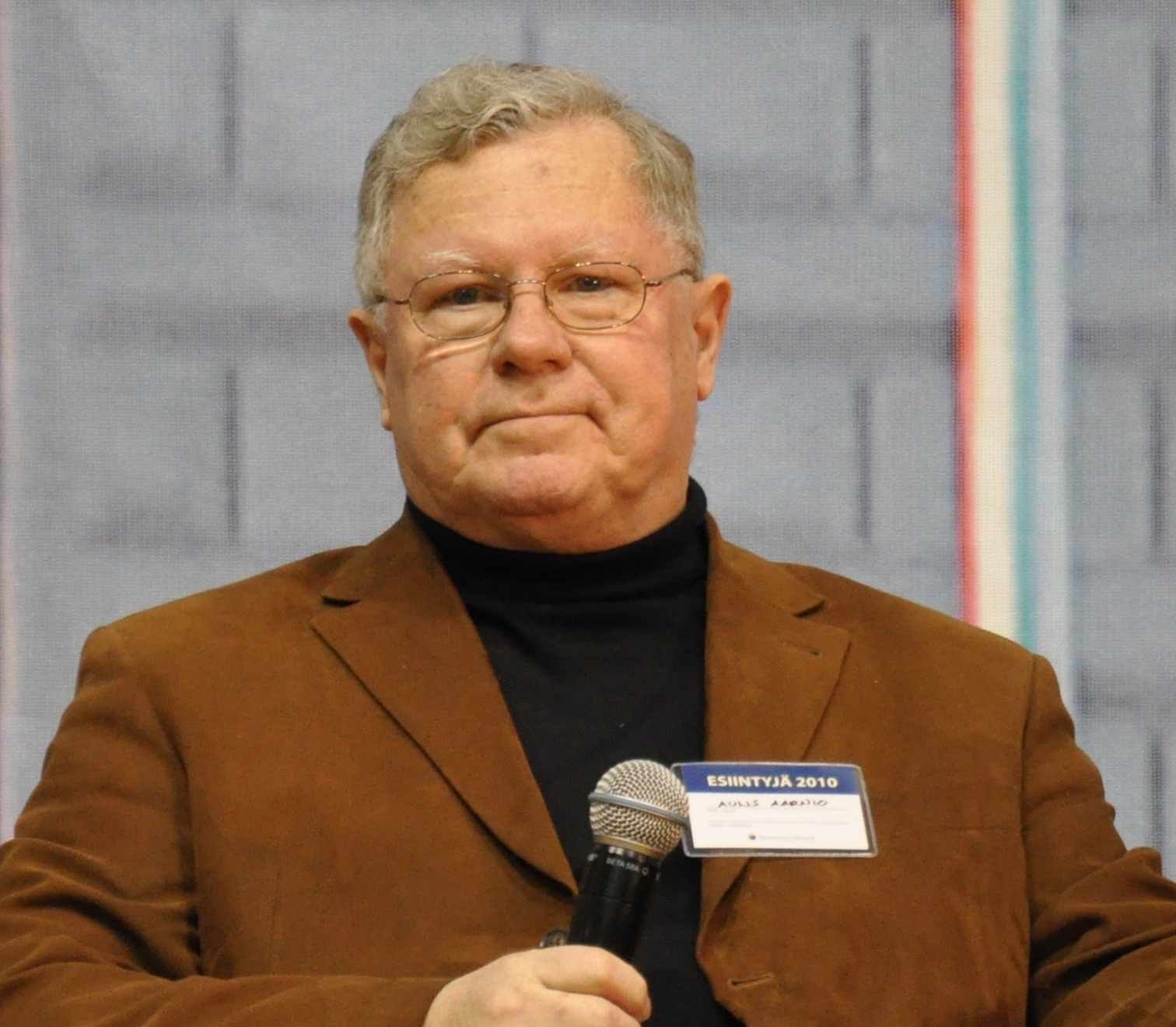
Aulis Aarnio (2010)

Aulis Aarnio (ur. 14 maja 1937 w Kymi, zm. 28 września 2023 w Kangasali) – fiński prawnik, specjalista w dziedzinie teorii i filozofii prawa oraz prawa cywilnego. Był jednym z głównych przedstawicieli analitycznej teorii prawa. 
Od 1975 był członkiem Fińskiej Akademii Nauk i Literatury, należał również do Rosyjskiej Akademii Nauk (1995) i szwedzkiej Akademii Nauk w Lund (1983); w 1989 został uhonorowany Medalem Polskiej Akademii Nauk im. Kopernika. Profesor uniwersytetów w Helsinkach (od 1970), Turku (1974–78) i Tampere (od 1978).

## Prace naukowe
- Philosophical Perspectives in Jurisprudence (1983)
- Reason and Authority. A Treatise on the Dynamic Paradigm of Legal Dogmatics (1997).